# Divadlo Tramtarie
Divadlo Tramtarie is een onafhankelijk professioneel theater in de Moravische stad Olomouc. Het theater is opgericht in 2004 en treedt sinds 2006 op in zijn huidige locatie Slovánský dům (het Slavische Huis). Het theater voert hier ongeveer 15 voorstellingen per maand op en vijf elders in Tsjechië of het buitenland. Per seizoen voert Divadlo Tramtarie vier premières van eigen producties op voor zowel volwassenen als kinderen die eens per maand opgevoerd worden en gemiddeld veertig keer herhaald worden. Het theater heeft voor zichzelf een stabiele positie in het culturele leven van de stad Olomouc en haar omgeving weten te creëren en maakt regelmatig producties voor het grote publiek.